# Miss Belgique 2005
Miss Belgique 2005, 74e élection de Miss Belgique, s'est déroulée le 12 décembre 2004 au Casino d'Ostende.
Le concours a été présenté en néerlandais par Francesca Vanthielen et en français par Jean-Michel Zecca. Il a été diffusé sur RTL-TVI en Wallonie et sur VTM en Flandre.
La gagnante, Tatiana Silva, succède à Ellen Petri, Miss Belgique 2004. Elle est la deuxième Miss Belgique métissée à remporter le titre après Sandra Joine élue en 1992.

## Classement final
| Titre              | Candidates |
| ------------------ | --- |
| Miss Belgique 2005 | - Bruxelles - Tatiana Silva Braga Tavares |
| 1re dauphine       | - Flandre orientale - Debby De Waele |
| 2e dauphine        | - Flandre orientale - Barbara Steemans |
| Top 5              | - Anvers - Sophie Derijckere - Anvers - Lynn Pelgroms                                                                                                |
| Top 10             | - Hainaut - Leïla Alev - Hainaut - Priscilla Delattre - Brabant wallon - Isabelle Druetz - Luxembourg - Elvira Latic - Limbourg - Kenza Vanderaerden |

## Candidates
| Titre régional                           | Nom                  | Âge    | Domicile    | Élue le                          |
| ---------------------------------------- | -------------------- | ------ | ----------- | -------------------------------- |
| Miss Hainaut                             | Leïla Alev           | 18 ans | Morlanwelz  | 13 septembre 2004 à Mons         |
| Miss Namur                               | Delphine Corbeels    | 23 ans | Pontillas   | 28 août 2004 à Gembloux          |
| 2e dauphine de Miss Flandre occidentale  | Stéphanie Coudenys   | 18 ans | Bruges      | 31 juillet 2004 à Blankenberghe  |
| 1re dauphine de Miss Hainaut             | Priscilla Delattre   | 21 ans | Cuesmes     | 13 septembre 2004 à Mons         |
| Miss Anvers                              | Sophie Derijckere    | 20 ans | Wilrijk     |                                  |
| 1re dauphine de Miss Flandre orientale   | Debby De Waele       | 19 ans | Lochristi   |                                  |
| 1re dauphine de Miss Flandre occidentale | Vanessa Dheedene     | 22 ans | Waregem     | 31 juillet 2004 à Blankenberghe  |
| Miss Brabant wallon                      | Isabelle Druetz      | 22 ans | Dion-le-Val | 11 septembre 2004 à Nivelles     |
| Miss Brabant flamand                     | Vicky Jacobs         | 20 ans | Grimbergen  | 7 septembre 2004 à Léau          |
| Miss Luxembourg                          | Elvira Latic         | 18 ans | Arlon       | 1er septembre 2004 à Florenville |
| Miss Flandre occidentale                 | Sara Mahieu          | 18 ans | Eernegem    | 31 juillet 2004 à Blankenberghe  |
| 2e dauphine de Miss Anvers               | Lynn Pelgroms        | 20 ans | Aartselaar  |                                  |
| Miss Liège                               | Julie Reggers        | 18 ans | Saive       | 18 septembre 2004 à Spa          |
| 2e dauphine de Miss Bruxelles            | Sarah Rillaert       | 18 ans | Bruxelles   | 16 septembre 2004 à Bruxelles    |
| Miss Bruxelles                           | Tatiana Silva        | 19 ans | Uccle       | 16 septembre 2004 à Bruxelles    |
| Miss Flandre orientale                   | Barbara Steemans     | 20 ans | Lokeren     |                                  |
| Miss Limbourg                            | Kenza Vanderaerden   | 19 ans | Lummen      | 13 septembre 2004 à Genk         |
| 2e dauphine de Miss Limbourg             | Caroline Vandewijer  | 21 ans | Saint-Trond | 13 septembre 2004 à Genk         |
| 1re dauphine de Miss Liège               | Nancy Van Mol        | 23 ans | Seraing     | 18 septembre 2004 à Spa          |
| 2e dauphine de Miss Namur                | Angélique Verstraete | 18 ans | Hamois      | 28 août 2004 à Gembloux          |

## Déroulement de la cérémonie

### Jury
| Membre | Membre             | Nationalité | Notes                         |
| ------ | ------------------ | ----------- | ----------------------------- |
|        | Goedele Liekens    | Belge       | Miss Belgique 1986.           |
|        | Sandrine Corman    | Belge       | Miss Belgique 1997.           |
|        | Zucchero           | Italienne   | Chanteur.                     |
|        | Jeff Hoeyberghs    | Belge       | Chirurgien plastique.         |
|        | Didier de Radiguès | Belge       | Pilote automobile et de moto. |

### Prix attribués
| Prix           | Nom                              |
| -------------- | -------------------------------- |
| Miss Sympathie | Brabant wallon - Isabelle Druetz |

## Observations